# Andrea Gerini
Andrea Gerini (Firenze, 1691 – Firenze, 1766) è stato un nobile, mecenate e collezionista italiano.

## Biografia
Figlio di Pietro Antonio Gerini, maestro di camera di Ferdinando de' Medici, ereditò dalla famiglia il palazzo nobiliare di via Ricasoli a Firenze, insieme alla corposa collezione di pitture formata dall'avo Carlo Gerini, che Andrea incrementò significativamente e rese celebre nei circoli intellettuali fiorentini.
Fu mecenate di numerosi illustratori, pittori e incisori nella Firenze tardo-barocca, tra i quali in particolar modo Giuseppe Zocchi.
Lo storico dell'arte Niccolò Gabburri descrisse il marchese Gerini come «cavaliere non solo amatore intendentissimo delle belle arti, ma che per suo passo ha talora operato a pastelli con ottimo gusto». Un suo pastello fu esposto a Firenze nel 1715.